# Siegel Michigans
Das Siegel des US-Bundesstaates Michigan wurde im Jahr 1963 zum vorläufig letzten Mal definiert.

## Beschreibung
Das Siegel von Michigan stellt das Wappen des Staates auf einem hellblauen Feld dar.
Auf dem blauen Schild sieht man, wie die Sonne über einem See und einer Halbinsel aufgeht; ein Mann, der ein Gewehr trägt und eine Hand erhoben hat, stellt den Frieden dar und die Fähigkeit, seine Rechte zu verteidigen. Der Hirsch und der Elch, die den Schild links bzw. rechts flankieren, sind Symbole Michigans, während der Weißkopfseeadler die USA repräsentiert.

Das Siegel findet sich auch in der Flagge Michigans.

Das Design beinhaltet drei lateinische Mottos. Von oben nach unten sind dies:
1. Auf dem roten Banner: E Pluribus Unum, „Aus vielen Eines“, ein Motto der USA.
2. Auf dem blauen Schild: Tuebor, „Ich werde verteidigen“.
3. Auf dem weißen Banner: Si Quaeris Peninsulam Amoenam Circumspice, „Wenn du eine freundliche Halbinsel suchst, schau dich hier um“, was das offizielle Motto des Staates ist.

Siegel des Gouverneurs von Michigan
Siegel der Außenminister
Siegel der Generalstaatsanwalt
Siegel des Finanzministeriums